# MTV Europe Music Awards 2018
Die Verleihung der MTV Europe Music Awards 2018 (auch EMAs 2018) fand am 4. November 2018 in der Bizkaia Arena in Barakaldo im Großraum von Bilbao, Spanien statt. Es war das dritte Mal, dass die Verleihung der MTV Europe Music Awards in Spanien und das erste Mal, dass die Veranstaltung im Großraum Bilbao durchgeführt wurde. Moderiert wurde die Veranstaltung von der US-amerikanischen Sängerin Hailee Steinfeld.
Die Nominierungen der einzelnen Kategorien wurden von MTV am 4. Oktober 2018 bekanntgegeben. Die meisten Nominierungen erhielt Camila Cabello, die in sechs Kategorien nominiert worden war, gefolgt von Ariana Grande und Post Malone, die in fünf Kategorien nominiert worden waren. Bei den meisten Kategorien konnten die Zuschauer über die Website der MTV Europe Music Awards abstimmen.
In Deutschland wurde die Sendung am 4. November 2018 um 20 Uhr auf MTV Germany und Nicknight sowie via Livestream auf der Webseite tv.mtvema.com ausgestrahlt.

## Live-Auftritte
- Nicki Minaj – Good Form
- Little Mix feat. Nicki Minaj – Woman Like Me
- Panic! at the Disco – High Hopes
- Rosalía – De Aquí No Sales & Malamente
- Hailee Steinfeld – Back to Life
- Muse – Pressure
- Janet Jackson – Made for Now
- Bebe Rexha – I'm A Mess
- Halsey – Without Me
- Jason Derulo und David Guetta feat. Nicki Minaj – Goodbye
- Alessia Cara – Trust My Lonely
- Jack & Jack – No One Compares to You & Rise
- Marshmello feat. Anne-Marie – Friends
- Marshmello feat. Bastille – Happier

## Präsentatoren
- Michael Peña und Diego Luna (Bester Künstler)
- Debby Ryan (Bester Song)
- Lindsay Lohan (Bester Electronic-Act)
- Ashlee Simpson und Evan Ross (Bester Pop-Act)
- Jourdan Dunn und Terry Crew (Bestes Video)
- Anitta und Sofía Reyes (Bester Hip-Hop-Act)
- Camila Cabello und Jason Derulo (Global Icon)

## Sieger und Nominierungen
Die Gewinner der einzelnen Kategorien sind fettgedruckt.

### Bester Song
- Camila Cabello (feat. Young Thug) – Havana
  - Ariana Grande – No Tears Left to Cry
  - Bebe Rexha (feat. Florida Georgia Line) – Meant to Be
  - Drake – God's Plan
  - Post Malone (feat. 21 Savage) – Rockstar

### Bestes Video
- Camila Cabello (feat. Young Thug) – Havana
  - Ariana Grande – No Tears Left to Cry
  - Childish Gambino – This Is America
  - Lil Dicky (feat. Chris Brown) – Freaky Friday
  - The Carters – APE

### Bester Künstler
- Camila Cabello
  - Ariana Grande
  - Drake
  - Dua Lipa
  - Post Malone

### Beste Gruppe
- BTS[3]
  - 5 Seconds of Summer
  - Chloe x Halle
  - Maroon 5
  - Migos
  - PrettyMuch

### Bester Newcomer
- Cardi B
  - Anne-Marie
  - Bazzi
  - Hayley Kiyoko
  - Jessie Reyez

### Bester Pop-Act
- Dua Lipa
  - Ariana Grande
  - Camila Cabello
  - Hailee Steinfeld
  - Shawn Mendes

### Bester Electronic-Act
- Marshmello
  - David Guetta
  - Calvin Harris
  - Martin Garrix
  - The Chainsmokers

### Bester Rock-Act
- 5 Seconds of Summer
  - Foo Fighters
  - Imagine Dragons
  - Muse
  - U2

### Bester Alternative-Act
- Panic! at the Disco
  - Fall Out Boy
  - The 1975
  - Thirty Seconds to Mars
  - Twenty One Pilots

### Bester Hip-Hop-Act
- Nicki Minaj
  - Drake
  - Eminem
  - Migos
  - Travis Scott

### Bester Live-Act
- Shawn Mendes
  - Ed Sheeran
  - Muse
  - P!nk
  - The Carters

### Bester World-Stage-Act
- Alessia Cara
  - Clean Bandit
  - Charli XCX
  - David Guetta
  - Jason Derulo
  - Post Malone
  - Migos
  - J. Cole
  - Nick Jonas

### Bester Push-Act
- Grace VanderWaal
  - Prettymuch
  - Why Don’t We
  - Bishop Briggs
  - Superorganism
  - Jessie Reyez
  - Hayley Kiyoko
  - Lil Xan
  - Sigrid
  - Chloe x Halle
  - Bazzi
  - Jorja Smith

### Biggest Fans
- BTS
  - Camila Cabello
  - Selena Gomez
  - Shawn Mendes
  - Taylor Swift

### Bester Look
- Nicki Minaj
  - Cardi B
  - Dua Lipa
  - Migos
  - Post Malone

### Global Icon
- Janet Jackson

### Regionale Nominierungen

#### Nordamerika
Kanada
- Shawn Mendes
  -  Drake
  -  The Weeknd
  -  Alessia Cara
  -  Arcade Fire

USA
- Camila Cabello
  -  Ariana Grande
  -  Cardi B
  -  Post Malone
  -  Imagine Dragons

#### Europa
Vereinigtes Königreich 
- Little Mix
  -  Anne-Marie
  -  George Ezra
  -  Stormzy
  -  Dua Lipa

Dänemark
- Scarlett Pleasure
  -  Soleima
  -  Skinz
  -  Bro
  -  Sivas

Finnland
- JVG
  -  Sanni
  -  Evelina
  -  Mikael Gabriel
  -  Nikke Ankara

Norwegen
- Alan Walker
  -  Kygo
  -  Astrid S
  -  Sigrid
  -  Tungevaag & Raaban

Schweden
- Avicii
  -  Axwell Λ Ingrosso
  -  Benjamin Ingrosso
  -  Felix Sandman
  -  First Aid Kit

Deutschland
- Mike Singer
  -  Bausa
  -  Feine Sahne Fischfilet
  -  Namika
  -  Samy Deluxe

Schweiz
- Loco Escrito
  -  ZiBBZ
  -  Lo & Leduc
  -  Hecht
  -  Pronto

Niederlande
- $hirak
  -  Maan
  -  Ronnie Flex
  -  Naaz
  -  Bizzey

Belgien
- Dimitri Vegas & Like Mike
  -  Emma Bale
  -  Angèle
  -  Warhola
  -  DVTCHNORRIS

Frankreich
- Bigflo & Oli
  -  Louane
  -  Dadju
  -  Vianney
  -  Orelsan

Italien
- Annalisa
  -  Ghali
  -  Calcutta
  -  Liberato
  -  Shade

Spanien
- Viva Suecia
  -  Belako
  -  Brisa Fenoy
  -  Love of Lesbian
  -  Rosalía Vila

Portugal
- Diogo Piçarra
  -  Bárbara Bandeira
  -  Blaya
  -  Carolina Deslandes
  -  Bispo

Polen
- Margaret
  -  Monika Brodka
  -  Dawid Podsiadło
  -  Natalia Nykiel
  -  Taco Hemingway

Russland
- Jan Khalib
  -  Eldzhey
  -  PHARAOH
  -  Monetotschka
  -  WE

Ungarn
- Follow The Follow
  -  Margaret Island
  -  Wellhello
  -  Caramel
  -  Halott Pénz

Israel
- Noa Kirel
  -  Nadav Guedj
  -  Anna Zak
  -  Stephane Legar
  -  Peled

#### Afrika
- Tiwa Savage
  -  Shekhinah
  -  Nyashinski
  -  Fally Ipupa
  -  Davido
  -  Distruction Boyz

#### Asien
Korea
- Loona
  -  Cosmic Girls
  -  (G)I-DLE
  -  Golden Child
  -  Pentagon